# Chapeau d'or
 (décembre 2022).
Si vous disposez d'ouvrages ou d'articles de référence ou si vous connaissez des sites web de qualité traitant du thème abordé ici, merci de compléter l'article en donnant les références utiles à sa vérifiabilité et en les liant à la section « Notes et références ».
Le Chapeau d'Or est une récompense décernée lors du Festival des jeux et créateurs du Bourg-d'Oisans.
Lors de ce festival, créé en 2005, le prix est décerné par un jury de professionnels mais le public a aussi son mot à dire dans la mesure où il est remis aux joueurs un bulletin sur lequel il leur est demandé d'attribuer aux jeux en compétition des notes (de 1 à 5 ) selon différents critères : captivant, enrichissant, ludique, etc. Le Jury s'appuie ensuite notamment sur le vote du public pour attribuer le prix.
Un trophée est remis au vainqueur du prix ainsi que 500 autocollants représentant le logo du prix et un cédérom permettant de rééditer des autocollants. L'hébergement est offert au vainqueur l'année suivante.

## Vainqueurs
Liste des jeux ayant gagné le Chapeau d'Or :
2005
Polygone
Fabien Vandenbussche, Facabo
2006
Pioch'à mots
Sandra Moreira et Pascal Moreira, Sandra Moreira éditions
2007
Garçon !
Alain Ollier, BlackRock Éditions
Le prix du public 2007 : Le Labyrinthe aux Sortilèges de Catherine LEMAIRE auteur autoédité